# Вітаутас Зенкявічюс
Вітаутас Зенкявічюс (1927) — литовський радянський дипломат.

## Життєпис
Народився у 1927.
З 1962 по 1969 — співробітник посольства СРСР в США.
З 1969 по 1977 — заступник міністра закордонних справ Литовської РСР.
З 1977 по 1987 — міністр закордонних справ Литовської РСР.
Кандидат в члени ЦК Компартії Литви. Депутат Парламенту Литовської РСР.